# TAD (entreprise)
Pour les articles homonymes, voir TAD.
TAD Corporation est une entreprise qui a exercé son activité dans le domaine du développement de jeux vidéo d'arcade de 1988 à 1990.

## Description
TAD a été fondé au Japon en 1988 par des anciens membres de Data East et a cessé son activité au début des années 1990. TAD s'est appuyé sur d'autres entreprises pour le marketing et la production, principalement Taito. À partir de 1990, les employés de TAD partent travailler chez Mitchell.

## Liste de jeux
- Cabal (1988)
- Toki (1989)
- Blood Bros. (1990)
- Sky Smasher (1990) (en collaboration avec Nihon System)
- Legionnaire (1992)
- Heated Barrel (1992)